# Briefmarken-Jahrgang 1962 der Deutschen Bundespost
Der Briefmarken-Jahrgang 1962 der Deutschen Bundespost umfasste 15 Sondermarken. Dauermarken wurden in diesem Jahr keine herausgegeben.

## Liste der Ausgaben und Motive
Legende
- Bild: Eine bearbeitete Abbildung der genannten Marke. Das Verhältnis der Größe der Briefmarken zueinander ist in diesem Artikel annähernd maßstabsgerecht dargestellt. Sollten keine Marken abgebildet sein, liegt es daran, dass das Urheberrecht des Künstlers noch nicht erloschen ist.
- Beschreibung: Eine Kurzbeschreibung des Motivs und/oder des Ausgabegrundes. Bei ausgegebenen Serien oder Blocks werden die zusammengehörigen Beschreibungen mit einer Markierung versehen eingerückt.
- Wert: Der Frankaturwert der einzelnen Marke in Pfennig. Ein „+“ bedeutet, dass es sich um eine Zuschlagsmarke handelt (= Frankaturwert + Spende).
- Ausgabedatum: Das Datum des erstmaligen Verkaufs dieser Briefmarke.
- Gültig bis: Das Datum, an dem die Gültigkeit endete.
- Auflage: Soweit bekannt, wird hier die zum Verkauf angebotene Anzahl dieser Ausgabe angegeben.
- Entwurf: Soweit bekannt, wird hier angegeben, von wem der Entwurf dieser Marke stammt.
- Mi.-Nr.: Diese Briefmarke wird im Michel-Katalog unter der entsprechenden Nummer gelistet.

| Sondermarken |                                                                                              |                  |                       |                   |            |                  |       |
| Bild         | Beschreibung                                                                                 | Werte in Pfennig | Ausgabe- datum (1962) | gültig bis        | Auflage    | Entwurf          | MiNr. |
|              | 2000 Jahr Feier Mainz Drususstein, Ausschnitt aus dem Stadtbild von Mainz                    | 20               | 10. Mai               | 31. Dezember 1963 | 30.000.000 | Eduard Ege       | 375   |
|              | Für die Jugend, Schmetterlinge - Roter Apollo (Parnassius apollo – Papilionidae)             | 7+3              | 25. Mai               | 31. Dezember 1963 | 7.350.000  | Karl Oskar Blase | 376   |
|              | - Trauermantel (Nymphalis antiopia – Nymphalidae)                                            | 10+5             | 25. Mai               | 31. Dezember 1963 | 7.750.000  | Karl Oskar Blase | 377   |
|              | - Kleiner Fuchs (Aglais urticae – Nymphalidae)                                               | 20+10            | 25. Mai               | 31. Dezember 1963 | 7.000.000  | Karl Oskar Blase | 378   |
|              | - Segelfalter (Iphiclides podalirius – Papilionidae)                                         | 40+20            | 25. Mai               | 31. Dezember 1963 | 5.900.000  | Karl Oskar Blase | 379   |
|              | Lied und Chor Stimmgabel vor Notentext "In dulci jubilo" aus "Musae Sioniae"                 | 20               | 12. Juli              | 31. Dezember 1963 | 30.000.000 | Walter Breker    | 380   |
|              | 79. Deutscher Katholikentag 1962 Sinnbildliche Darstellung von "Glauben, Danken, Dienen"     | 20               | 22. August            | 31. Dezember 1964 | 20.000.000 | Eduard Ege       | 381   |
|              | 150 Jahre Württembergische Bibelanstalt Aufgeschlagene Bibel mit Christusmonogramm und Kelch | 20               | 11. September         | 31. Dezember 1964 | 20.000.000 | Otto Rohse       | 382   |
|              | Europamarken - Stilisierter Baum mit 19 Blättern                                             | 10               | 17. September         | 31. Dezember 1964 | 85.000.000 | Lex Weyer        | 383   |
|              | - Stilisierter Baum mit 19 Blättern                                                          | 40               | 17. September         | 31. Dezember 1964 | 20.000.000 | Lex Weyer        | 384   |
|              | Wohlfahrtsmarken, Schneewittchen Märchen der Brüder Grimm - Die Stiefmutter vor dem Spiegel  | 7+3              | 10. Oktober           | 31. Dezember 1964 | 12.150.000 | Holger Börnsen   | 385   |
|              | - Schneewittchen und die 7 Zwerge                                                            | 10+5             | 10. Oktober           | 31. Dezember 1964 | 16.900.000 | Holger Börnsen   | 386   |
|              | - Schneewittchen wird vergiftet                                                              | 20+10            | 10. Oktober           | 31. Dezember 1964 | 14.000.000 | Holger Börnsen   | 387   |
|              | - Schneewittchen im Glassarg                                                                 | 40+20            | 10. Oktober           | 31. Dezember 1964 | 8.050.000  | Holger Börnsen   | 388   |
|              | Brot für die Welt Inschrift                                                                  | 20               | 23. November          | 31. Dezember 1964 | 20.000.000 | Herbert Kern     | 389   |